# Podocarpus salignus
Podocarpus salignus, conocido comúnmente como mañío de hojas largas o simplemente mañío, es una conífera de la familia Podocarpaceae, endémica de los bosques del centro-sur de Chile. Se cree que se extinguió en la Argentina.

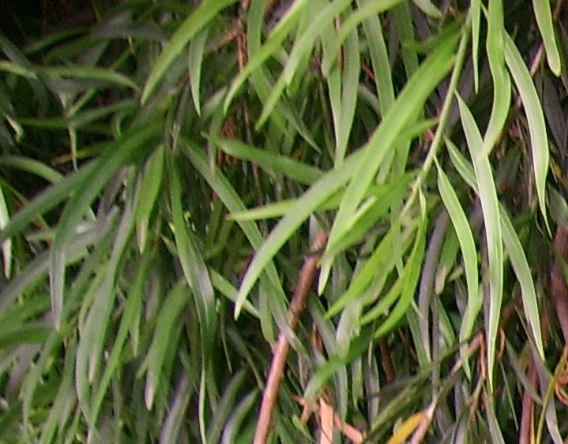
Hojas

## Descripción
Es un árbol de tamaño medio a grande, llegando a alcanzar alrededor 20-25 m, excepcionalmente los 35 m. Este árbol se distribuye desde la provincia de Maule (VII región) hasta la región de Los Lagos; en lugares húmedos y asociados a roble, coihue o arrayán.

## Usos
Uso ornamental. 
Sus "bayas" (los arilos del cono maduro) son comestibles, aunque se debe tener precaución de no consumir la semilla por ser tóxica.
Su Madera es liviana y resistente: ideal para creación de muebles, revestimientos, entre otros usos.

## Taxonomía
Podocarpus salignus fue descrito por David Don y publicado en A Description of the Genus Pinus, ed. 2 20. 1824.
Etimología
Podocarpus: nombre genérico que deriva de las palabras griegas: podos, que significa "pie", y karpos, que significa "fruta".
salignus: epíteto latíno que significa "que se asemeja al sauce".
Sinonimia
- Nageia chilina (Rich.) F.Muell.
- Podocarpus chilinus Rich.
- Podocarpus chilinus var. glaucus Parl.[5]